# Безперервний архів
Безперервний архів (англ. solid archive) — архів, упакований таким чином, що всі стиснені файли розглядаються як один безперервний потік даних. При упаковці кожного файлу (крім першого) використовується інформація, що міститься в попередніх файлах.
Багатотомні та саморозпаковувальні архіви також можуть бути безперервними.

## Переваги безперервного архіву
До переваг безперервного архіву слід віднести потенційне збільшення ступеня стиснення. При цьому чим менший середній розмір файлів, більше самих файлів і більше схожих один на одного файлів, тим більший рівень стиснення.

## Недоліки безперервного архіву
- Зміна безперервного архіву (тобто додавання або вилучення з нього файлів) відбувається повільніше, ніж звичайного;
- Витяг окремого файлу з середини або кінця архіву відбувається повільніше, ніж з його початку, оскільки для цього доводиться аналізувати всі попередньо упаковані файли;
- Якщо безперервний архів виявиться пошкоджений, то не вдасться витягти не лише пошкоджений файл, але і всі файли, що йдуть після нього, тому під час створення неперервних архівів має сенс завжди додавати інформацію для відновлення.

## Архіватори, що дозволяють створення безперервних архівів
- WinRAR (лише для формату RAR).
- 7-Zip.
- Tar+gzip, Tar+bzip2 тощо.